# Дзюркув
Дзюркув (пол. Dziurków) — село в Польщі, у гміні Солець-над-Віслою Ліпського повіту Мазовецького воєводства.
Населення — 418 осіб (2011).
У 1975-1998 роках село належало до Радомського воєводства.

## Демографія
Демографічна структура станом на 31 березня 2011 року:
|          | Загалом | Допрацездатний вік | Працездатний вік | Постпрацездатний вік |
| -------- | ------- | ------------------ | ---------------- | -------------------- |
| Чоловіки | 196     | 43                 | 128              | 25                   |
| Жінки    | 222     | 33                 | 133              | 56                   |
| Разом    | 418     | 76                 | 261              | 81                   |